# تشارلز غاندي
تشارلز غاندي (بالفرنسية: Charles Gandy)‏ هو طبيب فرنسي، ولد في 21 أبريل 1872 في ديجون في فرنسا، وتوفي في 5 يوليو 1943 في باريس في فرنسا.